# Ephippiochthonius elymus
Espèce
Synonymes
- Chthonius elymus Gardini, 2013

Ephippiochthonius elymus est une espèce de pseudoscorpions de la famille des Chthoniidae.

## Distribution
Cette espèce est endémique de Sicile en Italie. Elle se rencontre dans la grotte Abisso del Purgatorio à Custonaci.

## Description
Le mâle holotype mesure 1,6 mm.

## Publication originale
- Gardini, 2013 : A revision of the species of the pseudoscorpion subgenus Chthonius (Ephippiochthonius) (Arachnida, Pseudoscorpiones, Chthoniidae) from Italy and neighbouring areas. Zootaxa, no 3655(1), p. 1-151.